# Requin Chagrin (groupe)
Pour l'espèce animale, voir Centrophorus granulosus.
Requin Chagrin est un projet musical indie rock dream pop fondé par Marion Brunetto en 2014 à Paris.

## Biographie

### Origines et débuts (2014 — 2018)
Marion Brunetto est à l'origine du groupe. Elle est née à Ramatuelle (Var) dans une famille où la musique était très présente. En 2008, elle s'installe à Paris pour y suivre des cours de dessin. Depuis l'age de 12 ans, elle pratique la guitare. Elle apprend ensuite la batterie, la basse et les claviers. Via un forum musical, elle rencontre Loïc Pouliquen avec qui elle monte le groupe Alphatra, rejoint par Alexandre Herrou (basse) et Christophe Baduel (guitare). Le groupe produit ses premiers concerts et albums au sein du collectif La Souterraine. Elle est également batteuse au sein du groupe Les Guillotines.
En 2014, Marion Brunetto forme le groupe Requin Chagrin, nom hérité de son animal-totem (le requin chagrin est un petit requin présent en Méditerranée à qui elle s'est identifiée). Elle écrit et compose pratiquement tout elle même. Le groupe est complété par Grégoire Cagnat (basse), Yohann Dedy (clavier) et Romain Mercier-Balaz (batterie). Son genre est décrit comme de la musique lo-fi, volontairement éloignée des productions trop soignées et aseptisées.
Un premier morceau, Adelaïde, met en lumière le groupe. L'influence des musiques de Indochine est alors très forte. Elle déclare d'ailleurs avoir « complètement flashé sur Indochine » à son adolescence. Le groupe tourne alors beaucoup dans les festivals et sera remarqué aux festivals de La Route du Rock et des Transmusicales de Rennes, en 2016 par Nicola Sirkis, spectateur anonyme. Dès lors, il était logique que le groupe signe pour le label KMS Disques, créé par Nicola Sirkis. Elle sera d'ailleurs invitée à la tournée 13 d’Indochine avec 17 dates pour lesquelles le groupe assurera la première partie des concerts. La première date a eu lieu le 10 février 2018 à Épernay  avec comme point d'orgue une date à l'Hôtel Accord Arena devant plus de 10 000 personnes. Les autres influences du groupe sont entre autres The Cure, La Femme, Étienne Daho, Cigarettes After Sex,,.

### Derniers albums (depuis 2019)
Le deuxième album Sémaphore sort en 2019,. Elle décide d'y jouer toute seule de tous les instruments en s'enregistrant sur un vieux magnétophone à cassettes par simplicité mais aussi pour garder un grain musical analogique. Elle remplacera simplement par la suite les cassettes par les bandes. Benoît David signe les paroles de Croisades et Nuit. Sur scène, elle retrouve la formation à quatre musiciens au sein duquel elle joue de la guitare en plus du chant.
Le 9 avril 2021 sort le troisième album, Bye Bye Baby toujours sous le label KMS Disques. Marion Brunetto décrit cet album comme plus chaleureux et plus tourné vers les horizons lointains. Il est illustré par une pochette signée Guy Billout. Écrit en grande partie pendant le premier confinement (jusqu'en août 2020), il a été enregistré à ICP Studios à Bruxelles. Elle y laisse transparaitre ses rêveries devant les pluies d’étoiles filantes. Elle s'entoure pour cet album de l'ingénieur son Ash Workman au mixage (qui a collaboré avec Christine & the Queens, Metronomy) et Chab (Daft Punk, Air, SebastiAn) au mastering qui avait déjà participé à l'album précédent. Gaël Étienne participe à cinq titres de l'album comme clavier et tambourins. Rémi Parson signe les paroles de Nuit B.
Le groupe se produit dans le cadre d'Arte Open Stage le 19 mars 2021 à la salle Petit Bain (Paris) pour un concert confiné.
Le 24 août 2022 sort le single Crush, avec un duo au chant de Brunetto et l'actrice Anaïs Demoustier.
En 2024, elle participe à la chanson Girlfriend du groupe Indochine sur leur album Babel Babel.

## Membres
- Marion Brunetto – chant, guitare
- Gaël Etienne – guitare, clavier
- Joseph Deschamps – basse
- Axel Le Ray – batterie

## Discographie

### Singles
- 2014 : Adélaïde
- 2015 : Rose
- 2015 : Le Chagrin
- 2017 : RC
- 2018 : Mauvais présage
- 2018 : Sémaphore
- 2019 : Rivières
- 2021 : Déjà vu
- 2021 : Fou
- 2021 : Bye Bye Baby
- 2022 : Aujourd’hui, demain
- 2022 : Crush (featuring Anaïs Demoustier)

### Participations
- 2022 : Sick Sad Word - Volume 3 : reprise de Je ne veux pas rester sage de Dolly[19]

2024 Sur la chanson "Girlfriend" du groupe Indochine sur leur nouvel album "Babel Babel".